# Steuerfachangestellter
Ein Steuerfachangestellter (frühere Bezeichnung „Steuerfachgehilfe“ bzw. „Fachgehilfe in wirtschafts- und steuerberatenden Berufen“) ist ein qualifizierter Mitarbeiter der Steuerberater.

## Berufsbild
In Deutschland dürfen nur Personen, die eine Ausbildung erfolgreich abgeschlossen haben, die Berufsbezeichnung „Steuerfachangestellter“ führen. Die Abschlussprüfung nach § 34 Berufsbildungsgesetz nimmt die regional zuständige Steuerberaterkammer ab.
Die Hauptaufgabe des Steuerfachangestellten besteht darin, den Steuerberater zu unterstützen. Daher gehören zu seinen wesentlichen Aufgaben:
- Büro- und Verwaltungsarbeiten
- Buchhaltungsarbeiten (Finanzbuchführung, Lohn- und Gehaltsabrechnungen)
- Vorbereitung von Jahresabschlüssen und Steuererklärungen
- Prüfen von Steuerbescheiden
- An- und Abmeldungen bei Sozialversicherungsträgern sowie die Verwaltung der entsprechenden Nachweise (Lohnsteuerbescheinigungen usw.)

Auch unterstützt er den Kanzleiinhaber bei seiner steuerlichen und betriebswirtschaftlichen Beratung der Mandanten aus Industrie, Handel, Handwerk, dem Dienstleistungsbereich sowie von Freiberuflern und Privatpersonen.

## Ausbildung
Die Ausbildung dauert in der Regel drei Jahre. Die Ausbildungszeit kann unter bestimmten Voraussetzungen auf 2,5 Jahre verkürzt werden. Außerdem kann die Ausbildung in der Regel bei guten Leistungen während der Ausbildung um ein (weiteres) Halbjahr verkürzt werden. Neben der Ausbildung in der Praxis besuchen die Auszubildenden an ein bis zwei Tagen in der Woche die Berufsschule. Es wird eine Ausbildungsvergütung gezahlt, deren Höhe sich an den Empfehlungen der regional zuständigen Steuerberaterkammer orientiert.
Einige Hochschulen bieten duale Studiengänge an, die begleitend zu einer Berufsausbildung einen Studienabschluss vermitteln, in der Regel einen Bachelor of Arts (Wirtschaftswissenschaften). In einigen Bundesländern kann außerdem in einem vierjährigen dualen Ausbildungsgang der Beruf des Steuerfachangestellten erlernt sowie die allgemeine Hochschulreife erworben werden.
Ausbildungsinhalte sind nach der Ausbildungsordnung vor allem folgende Fachgebiete:
- Steuerwesen (Abgabenordnung, Bewertungsgesetz, Umsatzsteuer, Einkommensteuer, Körperschaftsteuer, Gewerbesteuer)
- Rechnungswesen (Buchführungs- und Bilanzierungsvorschriften, Buchführungs- und Abschlusstechnik, Lohn- und Gehaltsabrechnung)
- Betriebswirtschaft
- Wirtschaftsrecht

Im Jahr 2017 wurden in Deutschland 6.705 neue Ausbildungsverträge abgeschlossen. Auf der Rangliste der Ausbildungsberufe nach Neuabschlüssen in Deutschland steht der Ausbildungsberuf damit auf Rang 20. Bundesweit befanden sich 2017 insgesamt 18.069 Personen in einer Ausbildung zum Steuerfachangestellten. Bei weiblichen Auszubildenden liegt die Ausbildung im Jahr 2017 auf Rang 12. Der Anteil der weiblichen Auszubildenden beträgt 69,4 % (Vorjahr: 70,1 %) und der Anteil der männlichen Auszubildenden liegt bei 30,6 % (Vorjahr: 29,9 %). Damit stieg die Zahl der männlichen Auszubildenden das siebte Jahr in Folge nach dem Jahresbericht der Bundessteuerberaterkammer.
Zum 31. Dezember 2017 gab es insgesamt 3.981 Umschulungsverhältnisse zum/zur Steuerfachangestellten.

## Fortbildung
Nach drei Jahren Berufstätigkeit als Steuerfachangestellter kann die Fortbildungsprüfung zum Steuerfachwirt oder zum Bilanzbuchhalter erfolgen. Auch kann eine Weiterbildung zum Fachassistenten Lohn und Gehalt absolviert werden. Ende 2017 haben die Steuerberaterkammern eine neue Fortbildung zum Fachassistenten Rechnungswesen und Controlling eingeführt, die erstmals im Oktober 2019 abgeschlossen werden kann.
Steuerfachangestellte können nach zehnjähriger Berufstätigkeit außerdem die Steuerberaterprüfung ablegen. Steuerfachwirte und Bilanzbuchhalter können diese Prüfung bereits nach sieben Jahren (gerechnet ab dem Datum der Abschlussprüfung zum Steuerfachangestellten) absolvieren.